# عمارت دادگستری شهرستان مک‌کلینن

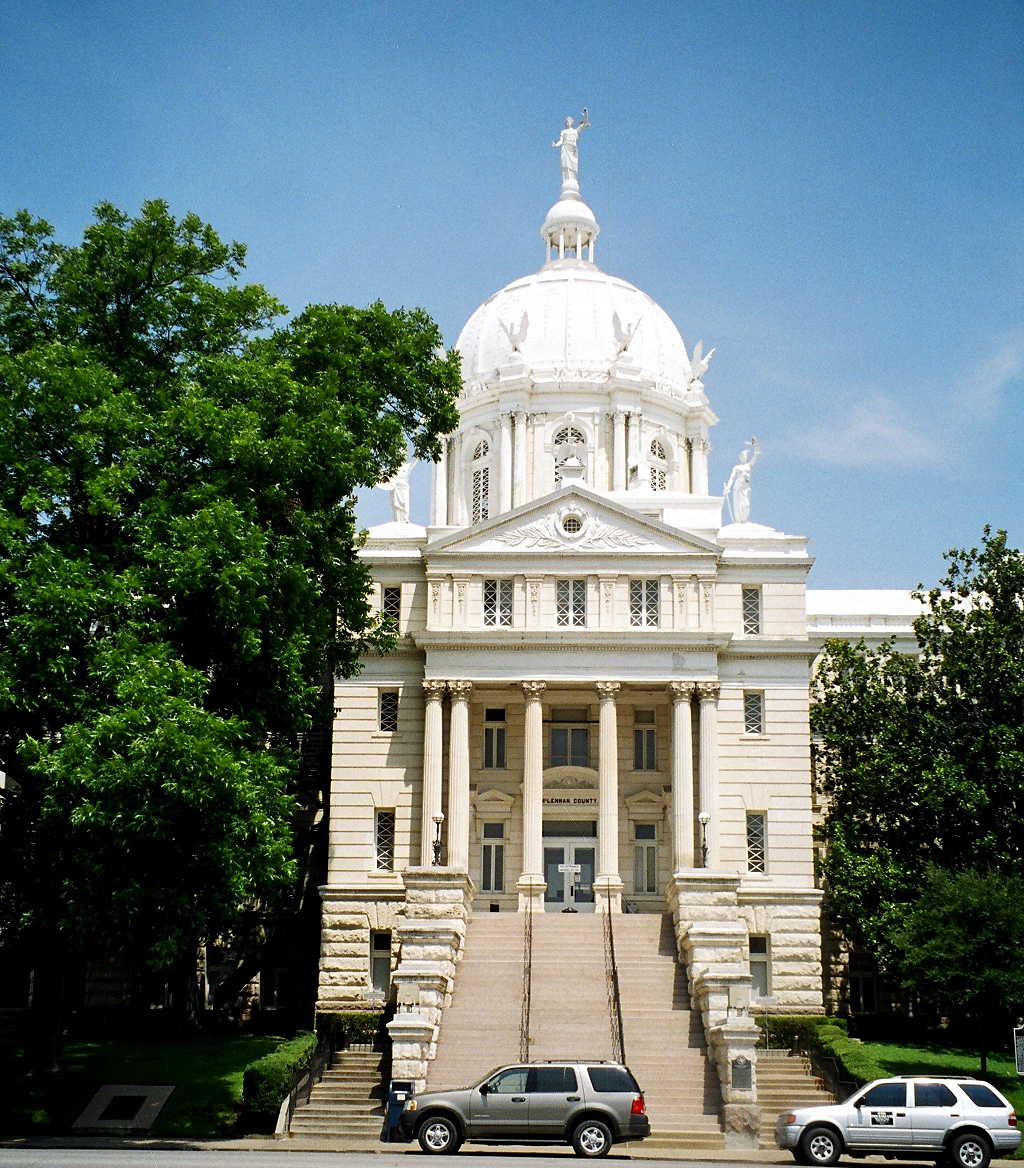

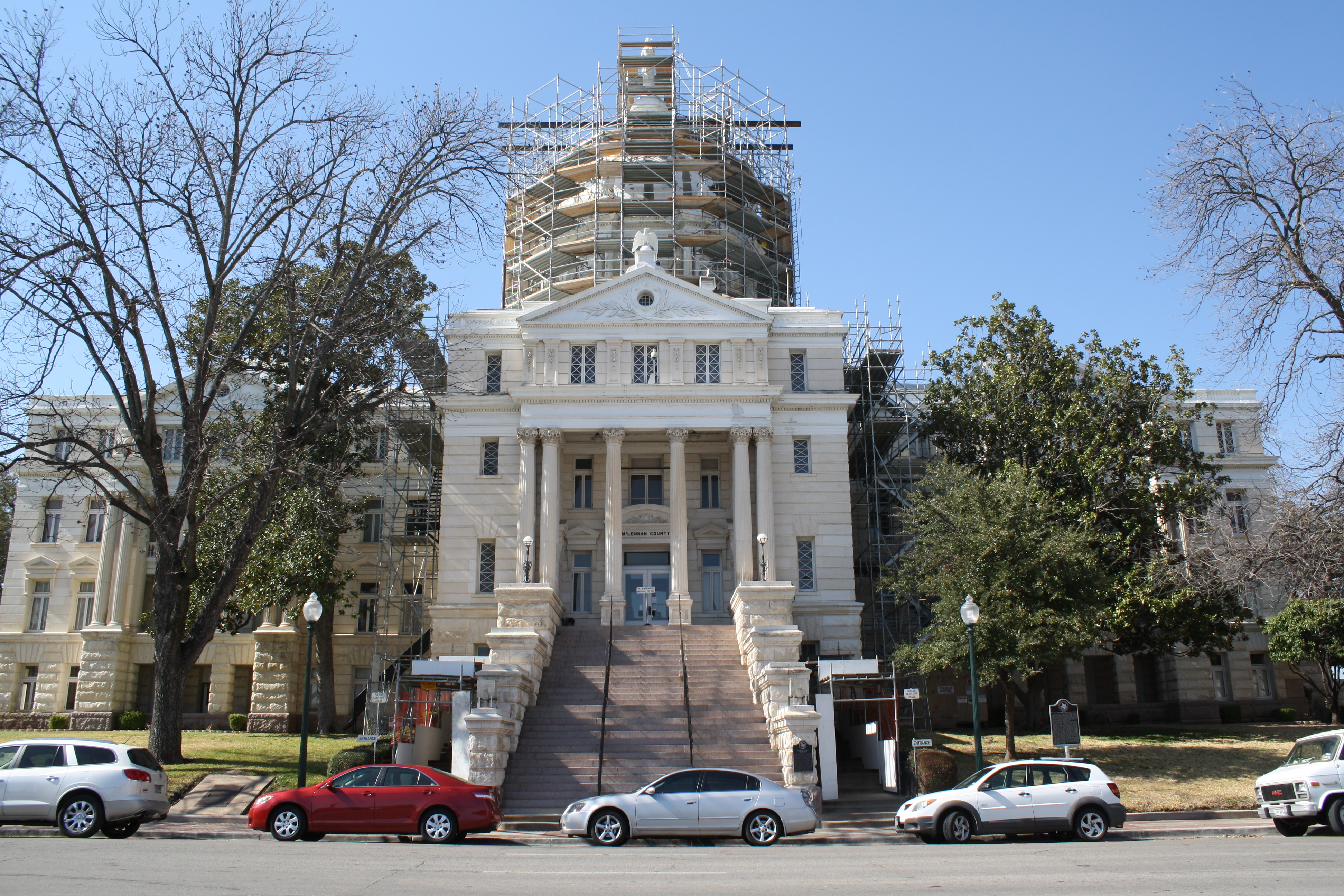

عمارت دادگستری شهرستان مک‌کلینن (به انگلیسی: Mcclennan County Courthouse) عمارتی تاریخی در شهر ویکو از شهرستان مک‌کلینن، تگزاس است.
این بنا در اواخر قرن نوزدهم ساخته گردید و معمار آن جیمز رایلی گوردن بود.